# 中国人民解放军陆军第八十一集团军
中国人民解放军陆军第八十一集团军，隶属中部战区陆军，军部驻地河北省张家口市。

## 沿革

### 中华人民共和国成立前
第一九三师前身为1930年1月组成的红六军，后改为红一军团一师。1937年改编为八路军一一五师独立团，后扩编为八路军独立第一师，并兼晋察冀军区第一军分区。抗日战争后，后改编为冀察纵队第六旅、晋察冀野战军第二纵队四旅。
第一九四师前身为：1948年1月22日在河北省玉田县老君屯，以冀东军区第十五军分区为基础组建了冀察热辽军区独立第五师。师长赵文进、政委袁耐冬。下辖：
- （五八〇团前身）第十三团，原为1946年组建的宁河县大队，后改编为第十五军分区警备第一团
- （五八一团前身）第十四团，原为1946年11月组建的热南军分区独立营，后扩编为热南军分区警备第二团、热南军分区独立团、冀东军区独立团
- 第十五团：原为第十五军分区警备第五团。1948年7月中旬，独立第五师十五团调往冀东军区；同时把冀东军区独立第七团（其前身为1943年12月组建的丰滦县支队，后改称滦南支队，冀东军区第四十八团、第十三军分区警备团）调独立第五师，改编为第十五团，即五八二团前身。

1948年，晋察冀野战军第二纵第四旅与华北二兵团独立第一、独立第二旅，合编组建华北野战军第八纵队，司令员邱蔚，政委王道邦，1949年改编为中国人民解放军第六十五军，军长邱蔚，政委王道邦，下辖第一九三、一九四、一九五师。该军先后参加了平津、太原、扶眉、陕中、兰州、宁夏等战役。

### 中华人民共和国成立后
1951年朝鲜战争时期，第六十五军入朝作战，担任守卫开城任务。1953年回国，驻防河北张家口。后编入第六十九军第二〇七师。1985年，由陆军第三十六军、第三十七军、第六十五军、第六十九军合编为中国人民解放军陆军第六十五集团军（原代号为中国人民解放军51056部队，后代号改为中国人民解放军66455部队）。1989年曾到北京参与戒严任务。
2016年，中国人民解放军七大军区撤销，成立五大战区，第六十五集团军划归中国人民解放军中部战区陆军
2017年4月18日，中共中央总书记、国家主席、中央军委主席习近平在北京八一大楼接见新调整组建的84个军级单位主官，并对各单位发布训令；中共中央政治局委员、中央军委副主席许其亮宣读习近平主席签发的中央军委关于调整组建军兵种部队和省军区系统军级单位的命令、决定。在这次军级单位调整组建中，以陆军第六十五集团军为基础，调整组建中国人民解放军陆军第八十一集团军。陆军第八十一集团军所属部队还有部分来自原陆军第二十七集团军。

## 编制
1985年陆军第六十五军改编为陆军第六十五集团军，辖步兵第一九三师、第一九四师，撤销步兵第一九五师，编入炮兵第十四师、坦克旅和高炮旅以及守备第三、第四师。原第六十九军步兵第二〇七师调入该集团军。1990年，为加强首都地区的安全保卫力量，以守备第四师为基础（以及守备第三师一个团）组建武警北京市第二总队（1999年再与北京市第一总队合编为武警北京市总队）。1992年，守备第三师撤销。1998年后，步兵第一九四师、第二〇七师改编为摩步旅，坦克旅改装甲旅。2003年，第二十四集团军撤销后，装甲第一师、摩步第一九六旅转隶第六十五集团军，摩步七十师缩编为第七十旅，原第六十五集团军第一九四旅、二〇七旅、装甲旅撤销。2011年，装甲第一师拆分成装甲一旅和机步第一九五旅。2012年机步第一九五旅进驻朱日和充当蓝军旅，2013年脱离陆军第六十五集团军建制，改为北京军区直属。2014年8月，第一九三师拆分成轻型机步第一九三旅和机步第一九四旅。
2016年深化国防和军队改革前，陆军第六十五集团军下辖：摩托化步兵第七十旅、机械化步兵第一九三旅、机械化步兵第一九四旅、机械化步兵第一九六旅、装甲第一旅、炮兵旅、防空旅，以及集团军直属的通信团、工兵团、舟桥团等。2017年改革中，原摩步第八十二旅划入本集团军，调整为特战第八十一旅。风雷飞行表演队转隶陆航第八十一旅。2020年，原中部战区陆军直属数字化合成第一一二师改旅，其三三五团并入本集团军中型合成第一八九旅。
2017年组建的陆军第八十一集团军下辖：
- 合成第七旅（履带式装甲合成部队，主要装备ZTZ-96A + ZBD-04A）
- 合成第七十旅（卡车摩托化合成部队）
- 合成第一六二旅（轮式机械化合成部队，主要装备ZTL-11 + ZBL-08）
- 合成第一八九旅（轮式机械化合成部队，主要装备ZTL-11 + ZBL-08）
- 合成第一九四旅（履带式重装甲合成部队，主要装备ZTZ-99A + ZBD-04A）
- 合成第一九五旅（履带式重装甲合成部队，主要装备 ZTZ-99A + ZBD-04A）[18]
- 特战第八十一旅
- 炮兵第八十一旅
- 防空第八十一旅
- 工化第八十一旅
- 陆航第八十一旅[19]
- 勤务支援第八十一旅

## 历任领导

### 中国人民解放军陆军第六十五军
| 中国人民解放军陆军第六十五军军长 1. 邱蔚（1949年2月-1949年11月） 2. 王道邦（1949年11月-1950年11月） 3. 萧应棠（1950年11月-1952年10月） 4. 王道邦 中将（1952年10月-1955年3月） 5. 成少甫 少将（1955年3月-1964年5月） 6. 符先辉 少将（1964年5月-1969年8月） 7. 杨森（1969年8月-1972年5月） 8. 孙致厚（1972年5月-1985年6月） 9. 张振川（1975年6月-1978年5月，代理军长） | 中国人民解放军陆军第六十五军政治委员 1. 王道邦（1949年2月-1954年9月） 2. 帅荣（1954年9月-1960年3月） 3. 李真（1960年3月-1965年8月） 4. 贺明（1965年8月-1972年5月） 5. 姬长馥 6. 刘克宽 7. 陈培民（1983年3月-1985年6月） |

### 中国人民解放军陆军第六十五集团军
| 中国人民解放军陆军第六十五集团军军长 1. 齐连运（1985年9月—1988年2月） 2. 臧文清（1988年2月—1990年6月） 3. 刘荫超（1990年6月—1996年10月） 4. 郭凤岐（1996年10月—2000年12月） 5. 冯兆举（2000年12月—2005年1月） 6. 郑 勤（2005年1月—2008年1月） 7. 许林平（2008年1月—2012年1月） 8. 刘振立（2012年1月—2014年1月） 9. 张海青（2014年1月—） | 中国人民解放军陆军第六十五集团军政治委员 1. 曹和庆（1985年9月—1990年6月） 2. 田书根（1990年6月—1993年12月） 3. 张秋祥（1993年12月—2000年6月） 4. 杜恒岩（2000年6月—2005年12月） 5. 高东璐（2005年12月—2009年12月） 6. 刘 建（2010年5月—2015年8月） 7. 王成蔚（2016年1月—） |

### 中国人民解放军陆军第八十一集团军
| 中国人民解放军陆军第八十一集团军军长 1. 黄铭 少将（2017年3月—2019年6月） 2. 吴爱民 少将（2019年6月—2024年12月） 中国人民解放军陆军第八十一集团军副军长 - 徐有泽 少将（2017年—） | 中国人民解放军陆军第八十一集团军政治委员 1. 方永祥 少将（2017年3月—2018年4月） 2. 汪志斌 少将（2018年4月—2022年3月） 3. 马宝川（2022年3月后—） 中国人民解放军陆军第八十一集团军副政治委员 |

| 中国人民解放军陆军第八十一集团军参谋长 1. 付文化 少将（2017年3月—2020年4月） 中国人民解放军陆军第八十一集团军副参谋长 | 中国人民解放军陆军第八十一集团军政治工作部主任 中国人民解放军陆军第八十一集团军政治工作部副主任 |

| 中国人民解放军陆军第八十一集团军保障部部长 中国人民解放军陆军第八十一集团军保障部副部长 | 中国人民解放军陆军第八十一集团军纪律检查委员会书记 中国人民解放军陆军第八十一集团军纪律检查委员会副书记 |

## 荣誉
曾被授予荣誉称号的单位有：
- 红一师：原陆军第六十五集团军步兵第一九三师
- 基层建设模范连：原陆军第六十五集团军步兵第一九三师装甲团装甲步兵营第三连
- 泰安连：原陆军第二十七集团军某旅某连。2017年转隶陆军第八十一集团军[24]
- 猛虎师：原陆军第一六二师